# Nyiragongo
Muntele Nyiragongo este un stratovulcan în Munții Virunga asociat cu Marele Rift. Acesta este situat în interiorul Parcului Național Virunga, în Republica Democrată Congo, la aproximativ 20 km nord de orașul Goma și Lacul Kivu și la vest de granița cu Rwanda.

## Date generale
Craterul principal este de aproximativ doi kilometri lățime și conține, de obicei, un lac de lavă. Craterul are în prezent două locuri distincte de răcire a lavei în interiorul zidurilor craterului - unul la aproximativ 3175 m și unul mai mic la aproximativ 2975 m.  Lacul cu lavă al lui Nyiragongo este cel mai voluminos lac cu lavă cunoscut în istoria recentă. Adâncimea lacului cu lavă variază considerabil. O altitudine maximă a lacului cu lavă a fost înregistrată la aproximativ 3250 m înainte de erupția din ianuarie 1977 - o adâncime a lacului de aproximativ 600 m. O altitudine recentă foarte scăzută a lacului cu lavă a fost înregistrată la aproximativ 2700 m. Nyiragongo și în apropiere Nyamuragira sunt împreună responsabili pentru 40% din erupțiile vulcanice istorice din Africa.

## Geologia
Nu se știe de cât timp erupe vulcanul, dar începând cu 1882, acesta a izbucnit de cel puțin 34 de ori, inclusiv multe perioade în care a fost activitate continuă ani de zile, adesea sub forma unui lac de lavă agitată în crater. Vulcanul se suprapune parțial cu doi vulcani mai vechi, „Baratu” și „Shaheru”, și este, de asemenea, înconjurat de sute de conuri mai mici de zgură.
Vulcanismul la Nyiragongo este cauzat de un rift al scoarței terestre unde cele două părți ale "Plăcii Africane" sunt rupte și despărțite. Un punct fierbinte este, probabil, de asemenea, parțial responsabil pentru activitatea mare de la Nyiragongo și Nyamuragira.

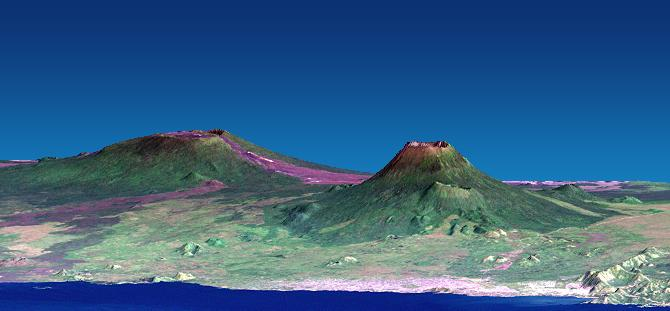
Muntele Nyiragongo (dreapta) și Nyamuragira (stânga). Scală verticală exagerată (1.5x).

Lava emisă în erupții la Nyiragongo este adesea neobișnuit de fluidă. Lava de la Nyiragongo este din „melilite nefelinite”, un tip alcalin bogat de rocă vulcanică neobișnuită a cărei compoziție chimică poate fi un factor în fluiditatea neobișnuită a lavei de acolo. Întrucât cele mai multe fluxuri de lavă se mișcă destul de lent fac ca acestea să prezinte foarte rar un pericol pentru viața umană. Unele fluxuri de lavă de la Nyiragongo pot curge la vale, cu până 100 kilometri pe oră. Acest lucru este din cauza conținutului de siliciu extrem de scăzut (lava este „mafică”). Erupțiile vulcanice din Hawaii sunt, de asemenea, caracterizate prin lava cu conținut scăzut de siliciu, dar vulcanii din Hawaii sunt vulcani largi, puțin înclinați, spre deosebire de conul abrupt al Nyiragongo, și conținutul de siliciu este suficient de mare pentru a încetini fluxurile de lavă din Hawaii la o viteză egală cu cea a mersului pe jos.
Activitatea lacului de lavă continuă în 2010.